# Haludbani
Haludbani là một thị trấn thống kê (census town) của quận Purbi Singhbhum thuộc bang Jharkhand, Ấn Độ.

## Nhân khẩu
Theo điều tra dân số năm 2001 của Ấn Độ, Haludbani có dân số 19.933 người. Phái nam chiếm 51% tổng số dân và phái nữ chiếm 49%. Haludbani có tỷ lệ 71% biết đọc biết viết, cao hơn tỷ lệ trung bình toàn quốc là 59,5%: tỷ lệ cho phái nam là 78%, và tỷ lệ cho phái nữ là 62%. Tại Haludbani, 12% dân số nhỏ hơn 6 tuổi.